# リルぷりっ (ハロー!プロジェクト)
リルぷりっは、少女向けアニメ『ひめチェン!おとぎちっくアイドル リルぷりっ』において、メインキャラクターである雪森りんご・高城レイラ・笹原名月により結成されたユニット、または、これらの声優を務める スマイレージの和田彩花・前田憂佳・福田花音により結成されたユニット（ハロー!プロジェクトに所属する女性歌手グループ、女性アイドルグループ、声優ユニット）である。

## メンバー
- 和田彩花（わだ あやか、1994年8月1日 - ） - 雪森りんご役で、白雪姫をモチーフとした姿に変身する。
- 前田憂佳（まえだ ゆうか、1994年12月28日 - ） - 高城レイラ役で、シンデレラ姫をモチーフにした姿に変身する。
- 福田花音（ふくだ かのん、1995年3月12日 - ） - 笹原名月役で、かぐや姫をモチーフにした姿に変身する。

## 概要
テレビアニメ『ひめチェン!おとぎちっくアイドル リルぷりっ』でりんご・レイラ・名月の3人がおとぎの国の魔法の力を用いてお姫様モードにチェンジした謎のアイドルユニット『リトルプリンセス』。現実には、雪森りんごを担当している和田彩花、高城レイラを担当している前田憂佳、笹原名月を担当している福田花音で構成される、『ひめチェン!おとぎちっくアイドル リルぷりっ』とハロー!プロジェクトとのコラボレーションユニットである。

## 活動
2010年
2011年
- 12月31日、高城レイラ役の前田憂佳がハロー!プロジェクトを卒業し、脱退[注 1]。

2012年
- 1月1日、ハロー!プロジェクトの公式サイトから詳細なプロフィールが消滅した。
- 3月28日、アニメ『ひめチェン!おとぎちっくアイドル リルぷりっ』の放送終了に伴い、事実上活動停止。

2025年
- 1日2日、過去にリリースした楽曲を翌3日より各サブスクリプション型（定額制）音楽ストリーミングサービスで配信開始することを発表[2]。

## 作品

### リルぷりっ名義

#### シングル
1. リトル・ぷりんせす☆ぷりっ!（2010年6月16日、HKCN-50118）
2. アイドルール（2010年11月17日、初回生産限定盤：HKCN-50142、通常盤：HKCN-50144）

#### シングルV
1. アイドルール（2010年12月15日、HKBN-50140）

### リルぷりっ参加作品

#### アルバム
- プッチベスト11（2010年12月15日）

#### DVD
- プッチベスト11 DVD（2010年12月15日）
- Hello! Project 2010 SUMMER 〜ファンコラ!〜（2010年10月27日）

#### Blu-ray
- Hello! Project 2010 SUMMER 〜ファンコラ!〜（2010年12月15日）

## 出演

### テレビ
- ひめチェン!おとぎちっくアイドル リルぷりっ（テレビ東京） - 声の出演と歌。
- おはスタ（テレビ東京）
- アニソ〜ンぷらす（2010年7月6日、テレビ東京）